# Бескарагайський сільський округ
Бескарага́йський сільський округ (каз. Бесқарағай ауылдық округі, рос. Бескарагайский сельский округ) — адміністративна одиниця у складі Бескарагайського району Абайської області Казахстану. Адміністративний центр — село Бескарагай.
Населення — 4765 осіб (2021; 4377 у 2009, 4861 у 1999, 5724 у 1989).
Станом на 1989 рік існувала Великовладимировська сільська рада (село Велика Владимировка). До 1998 року до складу округу входило село Бозтал (колишнє село Березовка), яке потім було передане до складу Маловладимировського сільського округу. До 2007 року округ називався Великовладимировським.